# Ácido tartárico
Ácido tartárico é o principal ácido do vinho. Em casos de vinhos com pouca acidez, pode ser recomendado que o ácido tartárico seja adicionado (acidulante INS 334), contribuindo para a qualidade global do vinho na maior porção dos estilos populares desta bebida. Também pode ser encontrado em alguns bolos ou sobremesas, onde é adicionado com o objectivo de captar pigmentos que se formem durante a cozedura e assim manter a cor original do produto.

## Conceito e identificação

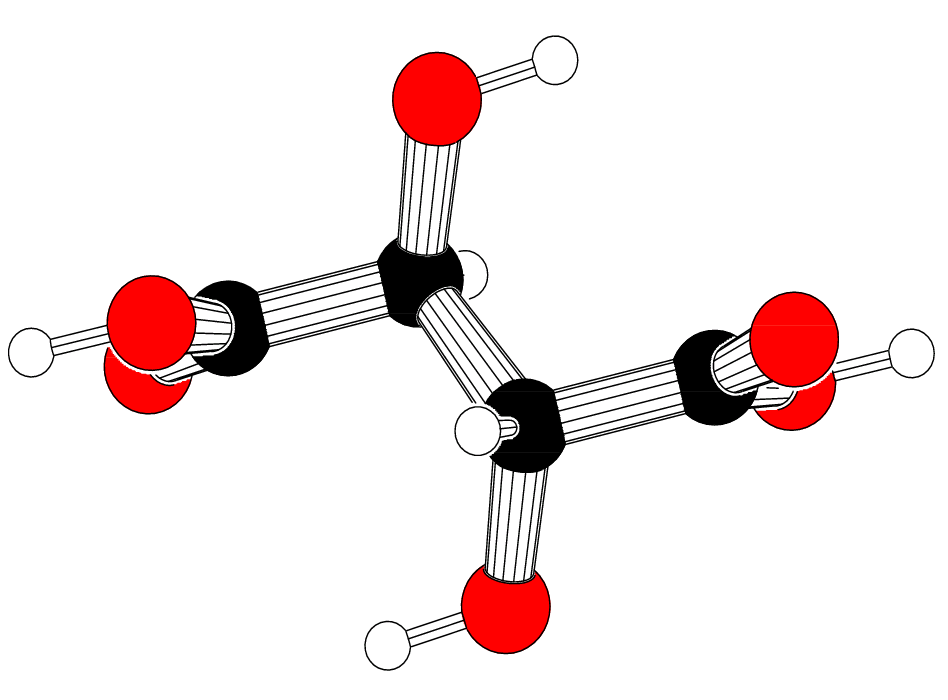
Fórmula estrutural do Ácido Tartárico.

É um composto orgânico de função mista que apresenta os grupos funcionais de ácido carboxílico e álcool, de fórmula estrutural:
HCOO–CH–(OH)–CH–(OH)–COOH ⇒ 
- Formula molecular: C4H6O6

- Massa molecular: 150 u

## Nomenclatura
- Oficial: Ácido dihidroxi-butanodióico

- Usual: Ácido tartárico

## Propriedades

### Físicas
solido e cristais incolores.

## Ocorrência
É encontrado na uva e no mosto.
O ácido tartárico é obtido através da fermentação do suco de uva, tamarindo, abacaxi ou amora, onde forma-se uma camada da substância.

## Aplicações e usos
- Fabricação de sucos, refrescos, caramelos de frutas e produtos de pastelaria.
- Nas tinturarias.
- É utilizado também em Shampoos e loções capilares para estimular a irrigação sanguínea local (por ser irritante ao couro cabeludo e pele). O que pode ser benéfico em casos como a alopécia (calvície) em estágio inicial.
- Pode ser usado na fabricação de Hidromel
- Auxiliar de resolução quiral de compostos assimétricos
- Diminuir tempo de presa do CIV (cimento de ionômero de vidro)